# Petit Midour
Der Petit Midour ist ein Fluss in Frankreich, der im Département Gers in der Region Okzitanien verläuft. Er entspringt unter dem Namen Ruisseau La Ribérette im Gemeindegebiet von Gazax-et-Baccarisse, entwässert generell in südöstlicher Richtung durch ein schwach besiedeltes Gebiet und mündet nach rund 24 Kilometern an der Gemeindegrenze von Bétous und Sion als rechter Nebenfluss in den Midou, der hier noch Midour genannt wird.

## Orte am Fluss
(Reihenfolge in Fließrichtung)
- Sabazan
- Bétous